# (200315) 2000 EH124
(200315) 2000 EH124 es un asteroide perteneciente al cinturón de asteroides descubierto el 11 de marzo de 2000 por el equipo del Lowell Observatory Near-Earth-Object Search desde la Estación Anderson Mesa (condado de Coconino, cerca de Flagstaff, Arizona, Estados Unidos).

## Designación y nombre
Designado provisionalmente como 2000 EH124.

## Características orbitales
2000 EH124 está situado a una distancia media del Sol de 3,047 ua, pudiendo alejarse hasta 3,690 ua y acercarse hasta 2,404 ua. Su excentricidad es 0,210 y la inclinación orbital 2,119 grados. Emplea 1943,33 días en completar una órbita alrededor del Sol.

## Características físicas
La magnitud absoluta de 2000 EH124 es 15,4. Tiene 5,679 km de diámetro y su albedo se estima en 0,042. 